# Eleotris
Eleotris  - rodzaj ryb z rodziny eleotrowatych (Eleotridae).

## Występowanie
Zasiedlają głównie tropikalne i subtropikalne obszary i zlewiska zachodniego Oceanu Spokojnego, płd.-wsch. część Oceanu Indyjskiego, zachodni Atlantyk. Występują zarówno w wodach słonych, półsłonych jak również wpływają do rzek ze słodką wodą.

## Klasyfikacja
Gatunki zaliczane do tego rodzaju:
| - Eleotris acanthopoma - Eleotris amblyopsis - Eleotris andamensis - Eleotris annobonensis - Eleotris aquadulcis - Eleotris balia - Eleotris belizianus - Eleotris brachyurus - Eleotris daganensis - Eleotris fasciatus - Eleotris feai | - Eleotris fusca - Eleotris lutea - Eleotris macrocephala - Eleotris macrolepis - Eleotris mauritiana - Eleotris melanopterus - Eleotris melanosoma - Eleotris melanura - Eleotris oxycephala - Eleotris pellegrini - Eleotris perniger | - Eleotris picta - Eleotris pisonis - Eleotris pseudacanthopomus - Eleotris sandwicensis - Eleotris senegalensis - Erotelis shropshirei - Eleotris soaresi - Eleotris tecta - Eleotris tubularis - Eleotris vittata - Eleotris vomerodentata |

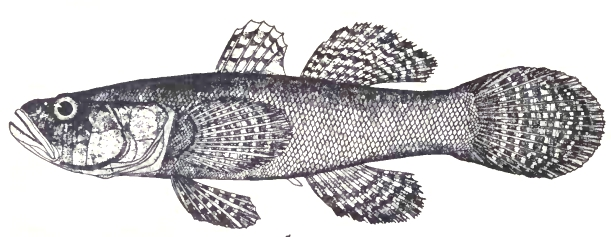
Eleotris fusca